# Trophis matudai
Trophis matudai är en mullbärsväxtart som beskrevs av Cyrus Longworth Lundell. Trophis matudai ingår i släktet Trophis och familjen mullbärsväxter. Inga underarter finns listade i Catalogue of Life.